# یواس‌اس اسپروستون (دی‌دی-۱۷۳)
یواس‌اس اسپروستون (دی‌دی-۱۷۳) (به انگلیسی: USS Sproston (DD-173)) یک کشتی بود که طول آن ۳۱۰ ft (94.49 m) بود. این کشتی در سال ۱۹۱۸ ساخته شد.